# كارلوس فرنانديز شو
كارلوس فرنانديز شو (بالإسبانية: Carlos Fernández Shaw)‏ هو كاتب مسرحي وصحفي وكاتب وشاعر إسباني، ولد في 23 سبتمبر 1865 في قادس في إسبانيا، وتوفي في 7 يونيو 1911 في إيل باردو ‏ في إسبانيا.

## وصلات خارجية
- كارلوس فرنانديز شو على موقع IMDb (الإنجليزية)
- كارلوس فرنانديز شو على موقع ميوزك برينز (الإنجليزية)